# 넬슨 지방

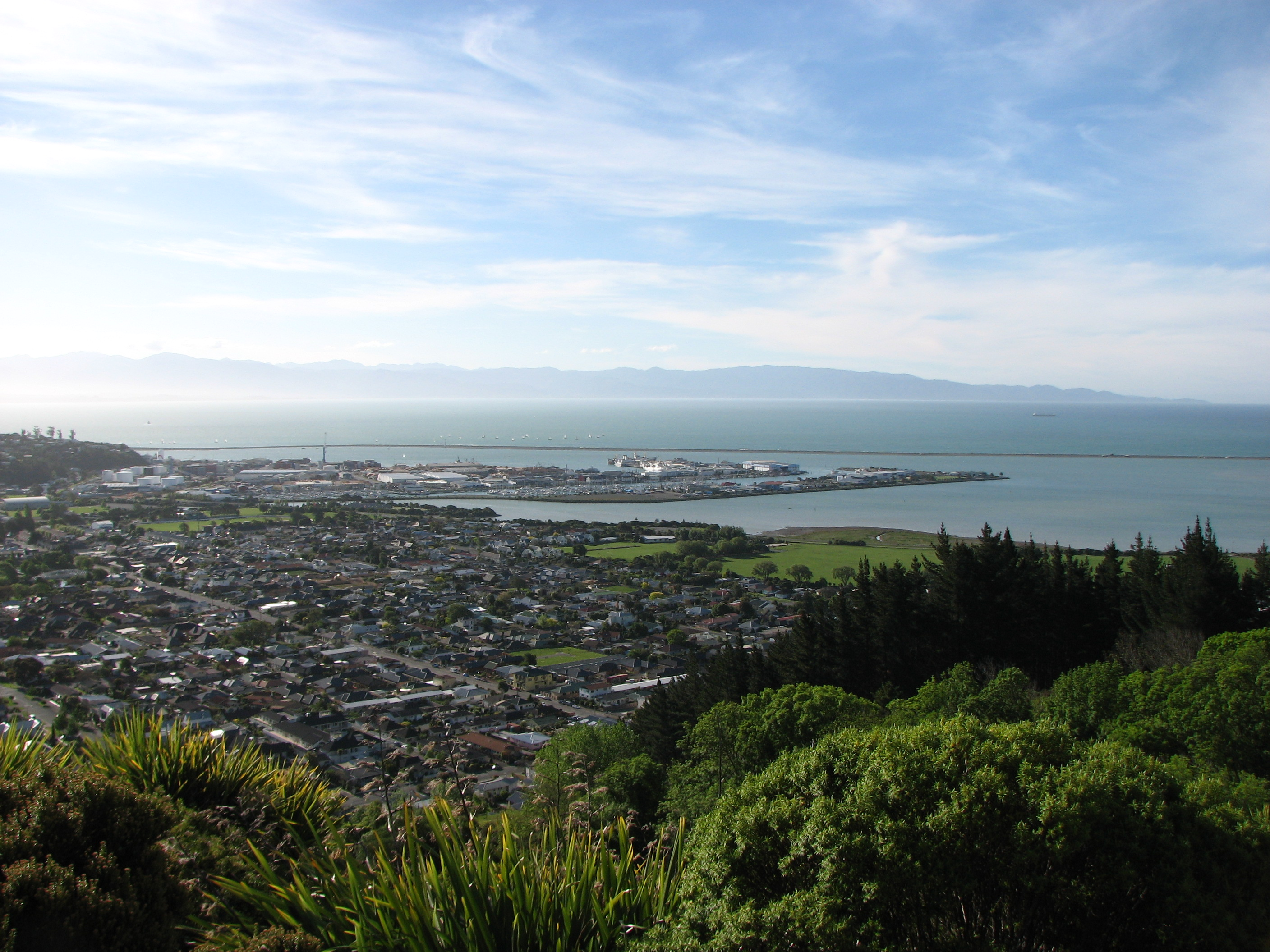
뉴질랜드의 중심에서 바라본 넬슨

넬슨 지방(Nelson Region)은 뉴질랜드 남섬의 북부에 위치한 지방이다. 중심 도시는 넬슨이다.

## 개요
주변 지역은 445km2이며, 뉴질랜드에 16개 지역 중 가장 작다. 주변 인구는 4만 4300명(2006년)이다. 남섬의 북부에 위치하고 말보로 지방과 타스만 지방에 인접해 있다. 뉴질랜드의 중앙부에 위치하여 "뉴질랜드의 중심"이라고 불리기도 한다.

## 지리
와인의 산지로 알려져 있다. 포도의 재배와 양조장은 주로 리치몬드에서 넬슨, 블레넘 주변에 집중되어 있기 때문에 부근은 포도주 가도라는 것도 있다.

### 기후
| 넬슨의 기후              | 넬슨의 기후 | 넬슨의 기후 | 넬슨의 기후 | 넬슨의 기후 | 넬슨의 기후 | 넬슨의 기후 | 넬슨의 기후 | 넬슨의 기후 | 넬슨의 기후 | 넬슨의 기후 | 넬슨의 기후 | 넬슨의 기후 | 넬슨의 기후 |
| 월                       | 1월         | 2월         | 3월         | 4월         | 5월         | 6월         | 7월         | 8월         | 9월         | 10월        | 11월        | 12월        | 연간        |
| ------------------------ | ----------- | ----------- | ----------- | ----------- | ----------- | ----------- | ----------- | ----------- | ----------- | ----------- | ----------- | ----------- | ----------- |
| 일평균 최고 기온 °C (°F) | 22.4 (72.3) | 22.4 (72.3) | 20.8 (69.4) | 18.1 (64.6) | 15.2 (59.4) | 12.9 (55.2) | 12.4 (54.3) | 13.1 (55.6) | 14.9 (58.8) | 16.8 (62.2) | 18.7 (65.7) | 20.5 (68.9) | 17.4 (63.3) |
| 일평균 최저 기온 °C (°F) | 13 (55)     | 12.9 (55.2) | 11.4 (52.5) | 8.2 (46.8)  | 4.9 (40.8)  | 2.4 (36.3)  | 1.6 (34.9)  | 3.1 (37.6)  | 5.4 (41.7)  | 7.9 (46.2)  | 9.8 (49.6)  | 11.8 (53.2) | 7.8 (46.0)  |
| 평균 강수량 mm (인치)    | 72 (2.8)    | 57 (2.2)    | 78 (3.1)    | 86 (3.4)    | 77 (3.0)    | 85 (3.3)    | 86 (3.4)    | 90 (3.5)    | 73 (2.9)    | 92 (3.6)    | 82 (3.2)    | 75 (3.0)    | 970 (38.2)  |
| 출처: NIWA Climate Data  |             |             |             |             |             |             |             |             |             |             |             |             |             |

## 기타
연중 온화한 기후와 바다와 산에 접한 지형으로 인기가 있다. 뉴질랜드의 여론조사 회사 UMR이 실시한 "뉴질랜드 행복도 조사"에서 가장 행복한 지역으로 높은 평가를 얻고 있다.